# Vesperus serranoi
Vesperus serranoi là một loài bọ cánh cứng trong họ Cerambycidae.